# Jelena Kostanić Tošić
Jelena Kostanić Tošić, född Kostanić 6 juli 1981 i Split, Kroatien (dåvarande Jugoslavien), är en kroatisk vänsterhänt tidigare professionell tennisspelare.

## Tenniskarriären
Jelena Kostanić blev professionell WTA-spelare 1999. Hon har till februari 2008 inte vunnit någon tourtitel i singel men 8 i dubbel. Hon har också vunnit vardera 4 titlar i singel och dubbel i ITF-arrangerade turneringar. Kostanic har i prispengar spelat in 1 425 440 US dollar. 
Som juniorspelare vann Jelena Kostanic 1998 juniortiteln i singel i Australiska öppna och dubbeltiteln i Wimbledonmästerskapen. Hon rankades 1997 som världstrea i singel bland juniorer.
Som professionell seniorspelare har Kostanics framgångar varit måttliga. Hon har vunnit 4 singeltitlar i ITF-turneringar och spelat tre finaler i WTA-turneringar. Säsongen 2003 nådde hon finalen i Helsingfors (förlust mot Anna Smashnova) och 2006 spelade hon final i Pattaya (förlust mot Shahar Pe'er) och Bangladore (förlust mot Mara Santangelo).
Jelena Kostanic deltog i Kroatiens Fed Cup-lag 1998, 2000-2005 och 2007-2008. Hon har därvid spelat 34 matcher för laget och vunnit 16 av dem. Hon deltog i olympiska sommarspelen 2004.

## Spelaren och personen
Jelena Kostanić började spela tennis som 7-åring och bestämde sig för att bli tennisspelare vid 11 års ålder. Som förebild bland tennisspelare har hon Goran Ivanišević som kommer från hennes egen tennisklubb i Split. 
Hon är gift med en kroatisk bordtennis-spelare (Roko Tošić) sedan juli 2006.

## Övriga WTA-titlar
- Singel
  - 0
- Dubbel
  - 2006 - Tokyo, Bangkok (båda med Vania King),
  - 2004 - Auckland (med Mervana Jugić-Salkić), Canberra (med Claudine Schaul)
  - 2002 - Warszawa (med Henrieta Nagyova), Strasbourg (med Jennifer Hopkins)
  - 1999 - Bol (med Michaela Pastikova), Kuala Lampur (med Tina Pisnik)